# Museo Staurós
Il Museo staurós di arte sacra contemporanea, il primo museo di questo tipo in Italia, è situato nel santuario di San Gabriele, vicino a Isola del Gran Sasso d'Italia.
Esso affonda le sue radici nel 1973 quando viene istituita la Staurós International Association, quale punto di riferimento per sperimentare i legami fra mondo cristiano e vari tipi di espressione contemporanea. Fu solo nel 1984 che il progetto si compie e comincia ad acquisire corpo, più precisamente durante la Biennale di Arte Sacra tenutasi a Pescara. Tale Biennale, come espresso bene nell'editoriale del I catalogo doveva "tendere a riparare la frattura tra la Sapienza della Croce e la cultura contemporanea" e per fare questo ha messo in atto un criterio di massima apertura nei confronti dell'arte odierna.
Il museo nasce come continuazione dell'esperienza della biennale, ponendosi anche come obiettivo quello di racimolare fondi per avere un luogo fisso dove 
esporre. Il tema standard del crocifisso e della Passione, per quanto riguarda le opere, ha suscitato delle obiezioni nel corso degli anni, ma è rimasto immutato.
Numerosi artisti hanno donato le loro opere a Staurós, in esposizione permanente; diversi altri hanno esposto le loro opere 
per periodi limitati. Sono fra questi:
- Pierluigi Abbondanza
- Enrico Accatino
- Marcella Adago
- Tito Amodei
- Marco Agostinelli
- Ugo Attardi
- Carlo Bachetti
- Beatrice Basile
- Enrico Benaglia
- Alessia Bennardo
- Aldo Borgonzoni
- Remo Brindisi
- Filippo Canesi
- Bruno Caruso
- Pietro Cascella
- Angelo Casciello
- Bruno Ceccobelli
- Francesco Cuna
- Jacopo Da San Martino
- Enzo Orti
- Gigino Falconi
- Giannetto Fieschi
- Ignazio Gadaleta
- Omar Galliani
- Franco Giletta
- Giuliano Giuliani
- Corrado Grifa
- Lorenzo Guerrini
- Fabrizio Lavagna
- Giovanni Libro
- Umberto Mastroianni
- Giuseppe Modica
- Marcello Mondazzi
- Achille Pace
- Patrizia Patti
- Concetto Pozzati
- Pino Procopio
- Cinzia Rubino
- Salvo Russo
- Nicola Salvatore
- Alberto Sughi
- Ernesto Treccani
- Francesco Trovato
- Giovanna Romeo
- Vacre Verrocchio